# Montreux Volley Masters
Montreux Volley Masters var en internationell volleybolltävling för damlandslag som utspelade sig under juni varje år i Montreux, Schweiz 1984 till 2019 med åtta deltagande lag.
Turneringen startade 1984 under namnet Coupe des Nations. Den fick ett officiell erkännande av FIVB 1988. Tävlingen bytte namn till BCV Volley Cup 1990 och fick sitt slutliga namn 1998. Tävlingen brukade ses som en förberedelse för kommande säsongs internationella tävlingar och lagen gav ofta yngre spelare tillfälle att spela.

## Upplagor
| Mellan 1984 och 1989 kallades tävlingen Coupe des Nations |                 |              |                         |              |
| 1984 mer information                                      | Nederländerna   | Schweiz      | Frankrike               |              |
| 1985 mer information                                      | Tjeckoslovakien | Italien      | Schweiz                 |              |
| 1986 mer information                                      | Frankrike       | Polen        | Schweiz                 |              |
| 1987 mer information                                      | Schweiz         | Jugoslavien  | Grekland                |              |
| 1988 mer information                                      | Kuba            | Kina         | Jugoslavien             |              |
| 1989 mer information                                      | Kuba            | Kina         | Japan                   |              |
| Mellan 1990 och 1996 kallades tävlingen BCV Volley Cup    |                 |              |                         |              |
| 1990 mer information                                      | Kina            | Kuba         | Sydkorea                |              |
| 1991 mer information                                      | Sovjetunionen   | USA          | Kuba                    |              |
| 1992 mer information                                      | Kuba            | Kina         | Sydkorea                |              |
| 1993 mer information                                      | Kuba            | Brasilien    | Sydkorea                |              |
| 1994 mer information                                      | Brasilien       | Kina         | Ryssland                |              |
| 1995 mer information                                      | Brasilien       | Kuba         | USA                     |              |
| 1996 mer information                                      | Kuba            | Brasilien    | USA                     |              |
| 1997                                                      | Ej genomförd    | Ej genomförd | Ej genomförd            | Ej genomförd |
| Efter 1998 kallas tävlingen Montreux Volley Masters       |                 |              |                         |              |
| 1998 mer information                                      | Kuba            | Kina         | Ryssland                |              |
| 1999 mer information                                      | Kuba            | Kina         | Italien                 |              |
| 2000 mer information                                      | Kina            | Ryssland     | Kroatien                |              |
| 2001 mer information                                      | Kuba            | Ryssland     | Japan                   |              |
| 2002 mer information                                      | Ryssland        | Italien      | Kina                    |              |
| 2003 mer information                                      | Kina            | Ryssland     | Brasilien               |              |
| 2004 mer information                                      | Italien         | USA          | Kina                    |              |
| 2005 mer information                                      | Brasilien       | Kina         | Italien                 |              |
| 2006 mer information                                      | Brasilien       | Kina         | Kuba                    |              |
| 2007 mer information                                      | Kina            | Kuba         | Nederländerna           |              |
| 2008 mer information                                      | Kuba            | Kina         | Italien                 |              |
| 2009 mer information                                      | Brasilien       | Italien      | Kina                    |              |
| 2010 mer information                                      | Kina            | USA          | Kuba                    |              |
| 2011 mer information                                      | Japan           | Kuba         | Kina                    |              |
| 2012                                                      | Ej genomförd    | Ej genomförd | Ej genomförd            | Ej genomförd |
| 2013 mer information                                      | Brasilien       | Ryssland     | Dominikanska republiken |              |
| 2014 mer information                                      | Tyskland        | USA          | Ryssland                |              |
| 2015 mer information                                      | Turkiet         | Japan        | Nederländerna           |              |
| 2016 mer information                                      | Kina            | Thailand     | Turkiet                 |              |
| 2017 mer information                                      | Brasilien       | Tyskland     | Kina                    |              |
| 2018 mer information                                      | Italien         | Ryssland     | Turkiet                 |              |
| 2019 mer information                                      | Polen           | Japan        | Italien                 |              |
| 2020                                                      | Ej genomförd    | Ej genomförd | Ej genomförd            | Ej genomförd |

## Medaljörer
| Pos. | Lag                     | Guld | Silver | Brons | Totalt |
| ---- | ----------------------- | ---- | ------ | ----- | ------ |
| 1    | Kuba                    | 9    | 4      | 3     | 16     |
| 2    | Brasilien               | 7    | 2      | 1     | 9      |
| 3    | Kina                    | 6    | 9      | 5     | 20     |
| 4    | Italien                 | 2    | 3      | 4     | 9      |
| 5    | Ryssland                | 1    | 5      | 3     | 8      |
| 6    | Japan                   | 1    | 2      | 2     | 5      |
| 7    | Schweiz                 | 1    | 1      | 2     | 4      |
| 8    | Tyskland                | 1    | 1      | -     | 2      |
| 8    | Polen                   | 1    | 1      | -     | 1      |
| 10   | Turkiet                 | 1    | -      | 2     | 3      |
| 11   | Tjeckoslovakien         | 1    | -      | -     | 1      |
| 11   | Sovjetunionen           | 1    | -      | -     | 1      |
| 13   | Nederländerna           | 1    | -      | 2     | 3      |
| 14   | Frankrike               | 1    | -      | 1     | 2      |
| 15   | USA                     | -    | 4      | 2     | 6      |
| 16   | Thailand                | -    | 1      | -     | 1      |
| 17   | Jugoslavien             | -    | 1      | 1     | 2      |
| 18   | Sydkorea                | -    | -      | 3     | 3      |
| 19   | Kroatien                | -    | -      | 1     | 1      |
| 19   | Grekland                | -    | -      | 1     | 1      |
| 19   | Dominikanska republiken | -    | -      | 1     | 1      |
| 19   | Serbien                 | -    | -      | 1     | 1      |